# Lithophane nigrata
Lithophane nigrata är en fjärilsart som beskrevs av W. Warren 1910. Lithophane nigrata ingår i släktet Lithophane och familjen nattflyn. Inga underarter finns listade i Catalogue of Life.